# 김인후
김인후(金麟厚, 1510년 ~ 1560년)는 조선 중기의 문신이자 성리학자이다. 본관은 울산(蔚山)이며, 자는 후지(厚之), 호는 하서(河西) · 담재(湛齋), 시호는 문정(文正)이다. 문묘에 종사된 해동 18현 중의 한 사람이다.

## 주요 이력
1510년(중종 5) 전라도 장성 대맥동에서 아버지 의릉참봉 김령과 어머니 옥천 조씨 사이에서 태어났다. 어린 시절부터 총명하고 시문에 뛰어난 자질을 보여 이름이 널리 알려졌다. 10살 때 모재 김안국에게 《소학》을 배웠다.
1528년(중종 23) 성균관에 들어가 수학하고 1531년 사마시에 합격한 뒤, 1533년 성균관에서 퇴계 이황(李滉)을 만나 함께 학문을 닦았다. 1540년 별시 문과에 급제하여 권지승문원부정자에 등용되었으며, 이듬해 호당(湖堂)에 들어가 사가독서하고, 홍문관저작이 되었다.
1543년 홍문관박사 겸 세자시강원설서가 되어 세자를 보필하고 가르치는 직임을 맡았다. 6월에 홍문관 부수찬 겸 경연검토관으로 승진하여 차자를 올려 기묘사화 때 죽임을 당한 제현(諸賢)의 원한을 개진하여 문신으로서 본분을 수행하였다. 기묘명현의 신원 복원이 이루어지지 않자 그해 12월에 부모 봉양의 걸양(乞養)을 청하여 옥과현감으로 나갔다.
1544년 중종이 승하하자, 이듬해 1545년 5월에 제술관(製述官)으로 서울에 올라왔다. 그사이 인종이 자주 환후가 있음을 보고 처방에 참여코자 하였으나 거절 당하여 어버이 병을 들어 귀근을 청하여 임소로 돌아왔다. 7월에 인종이 갑자기 승하하고, 곧이어 을사사화가 일어나자 병을 칭하여 사직하고 고향 장성으로 돌아가 후학 양성과 성리학 연구에 전념하였다.
그의 성리학 이론은 한국 유학사에서 중요한 위치를 차지한다. 당시 이항과 기대승 사이에 논란이 되었던 태극음양설에 대하여, 그는 이기(理氣)는 혼합되어 있으므로 태극이 음양을 떠나서 존재한다고 할 수는 없지만 도(道)와 기(器)의 구분은 분명하므로 태극과 음양은 일물(一物)이라고 할 수는 없다고 주장함으로써, 이항의 태극음양일물설(太極陰陽一物說)에 반대하고, 인심(人心)과 도심(道心)은 모두 그 동처(動處)를 두고 이른 말임을 주장함으로써 후일 기대승의 주정설(主情說) 형성에 깊은 영향을 미쳤다.
그는 수양론에 있어서는 성경(誠敬)을 주된 목표로 삼았다. 노수신과 함께 숙흥야매잠해(夙興夜寐箴解)를 논한 내용을 보면, 마음이 일신을 주재한다는 노수신의 설을 비판하고, 마음이 일신을 주재하지만 기(氣)가 섞여서 마음을 밖으로 잃게 되면 주재자를 잃게 되므로, 경(敬)으로써 이를 바르게 해야 다시금 마음이 일신을 주재할 수 있게 된다는 주경설(主敬說)을 주장하였다. 천문·지리·의약·산수·율력 등에도 정통하였다.
시문에도 능해 10여 권의 시문집을 남겼으며, 도학에 관한 저술은 일실(逸失)되어 많이 전하지 않는다. 저서로는 《하서집》·《주역관상편》·《서명사천도》·《백련초해》 등이 있다.
제자로는 변성온·기효간·조희문·양자징·정철·오건 등이 있으며, 기대승·김천일·박순 등도 문인을 자처했다.
장성 필암서원에 배향 되었으며, 성균관 문묘에 종사되고, 대광보국숭록대부 영의정 겸 영경연·홍문관·예문관·춘추관·관상감사에 추증되었다.

## 생애

### 생애 초기

#### 출생과 가계
김인후는 신라 경순왕 김부(金傳)의 둘째 왕자 학성부원군(鶴城府院君) 김덕지(金德摯)의 후예이다. 그의 5대조 김온(金穩)은 조선 개국원종공신 흥려군(興麗君)에 봉해지고 장성 학림사에 배향되었다. 배위 정부인 여흥 민씨는 태종의 왕비 원경왕후와 사촌자매인데 친가가 태종의 왕권강화 정쟁에 휘말려 화를 당하자 가솔들을 데리고 전라도 장성현 대맥동으로 낙담하여 자리를 잡게 되면서부터 자손들이 장성에 세거하게 되었다.
1510년(중종 5) 7월 19일 전라도 장성현 대맥동에서 아버지 의릉참봉 김령(金齡)과 어머니 안음훈도 조적(趙勣)의 딸 옥천 조씨 사이에 1남 1녀 중 장남으로 태어났다. 타고난 성품이 맑고 순수하며 생김새가 단정하고 기개와 도량이 넓고 두터워 부친 참봉공의 사랑이 더 하였다.

#### 유년기와 소년기
5~6세 무렵부터 이미 문자를 이해하고 시(詩)를 지어 주위 사람들을 놀라게 했다. 1514년(중종 9) 5살 때 부친 참봉공이 《천자문》을 가르치는데 눈여겨 보기만 하고 질문에 대한 답을 하지 않자 참봉공이 화를 내며 「자식을 낳은 것이 이와 같으니, 아마도 벙어리인 모양이다. 집안이 말이 아니겠구나.」 하였다. 얼마 후에 손가락에 침을 묻혀 창벽에 글을 쓰는데 모두 《천자문》에 있는 글자였다. 그래서 참봉공은 비로소 기특히 여기었다. 또 일찍이 아는 사람과 시를 짓는데, 「넓고 아득한 우주에 큰 사람이 산다.」라는 글귀가 있었다. 하루는 생파를 손에 들고 겉껍질에서부터 차근차근 벗겨 들어가 그 속심까지 이르고서야 그치니, 이를 본 참봉공이 장난삼아 하는 줄로 알고 나무라자, 그는「자라나는 이치를 살펴보려고, 그렇게 했습니다.」라고 대답하였다.
1515년(중종 10) 6세 때 정월 보름달을 보고 《상원석》(上元夕)의 시를 지었다. 또 어떤 손님이 와서 하늘을 가리키며 하늘천(天)자로 글제를 삼아 시를 지어 보라고 하니, 즉석에서 대답하기를 『형체는 둥글어라, 하 크고 또 가물가물, 넓고 넓어 비고 비어, 지구 가를 둘렀도다. 덮어주는 그 중간에, 만물이 다 들었는데, 기나라 사람들은 어찌하여 무너질까 걱정했지.』라고 하니 주변 사람들이 모두 놀래며 특이하게 여기었다.
1517년(중종 12년) 8세 때 정암 조광조(趙光祖)의 숙부 돈후재 조원기(趙元紀)가 전라 관찰사로 있을 때 그를 보고 기특히 여기며 더불어 시를 짓는데, 그의 뛰어난 재주와 높은 수준의 글 솜씨를 보고 「장성신동 천하문장((長城神童 天下文章)」이라 칭찬했다.
1518년(중종 13) 9세 때 복재 기준(奇遵)이 남녘 시골에 내려왔다가 그의 이름을 듣고서 데려다 보고 칭찬을 하며 「참으로 기특한 아이다. 마땅히 우리 세자(世子)의 신하가 되겠다.」고 했다. 그리고 「내사필(內賜筆)」한 자루를 선물로 주었다. 그는 그 뜻을 알고 항상 잘 간직하고 보배로 삼았다.

#### 혼인과 가정 생활
1523년(중종 18) 14세에 진안 현감 윤임형(尹任衡)의 딸 여흥 윤씨(驪興 尹氏)에게 장가들었다. 1524년 이듬해 큰 아들 종룡(從龍)이 태어나고 이후 4녀를 두었다. 1532년(중종 27) 조부 훈도공이 돌아가시었다. 1537년(중종 32) 둘째 아들 종호(從虎)가 태어났다.
1549년(명종 4) 10월에 부친상을 당하여 장성 맥동 본가 서쪽 원당산에 장사하였다. 묘지명은 면앙정 송순이 썼다. 3년 동안 돌아가신 아버지 참봉공의 산소 옆에 묘사를 짓고 거처하였는데, 묘사 거실의 편액을 ‘담재’(湛齋)라 하고 이를 자호로 하였다. 1551년(명종 6) 6월에 아버지 거상중에 모친상 마져 당하여 참봉공 묘 왼편에 장례하였다.

#### 수학
1519년(중종 14) 10세 때 전라도 관찰사로 와있던 모재 김안국(金安國)을 찾아뵙고 《소학》을 배웠는데, 모재(慕齋)는 그를 기특히 여기며, 「이는 나의 소우(小友)이다.」고 하였다. 그리고 하은주 시대 「삼대(三代)의 인물」이라 일컬었다.
1522년(중종 17) 13세 때 시를 잘 짓던 그는 스스로 「시를 배우지 아니하면 설 수가 없다.(不學詩無以立)」는 말을 성인의 교훈으로 생각하고, 《시경》(詩經)을 탐독하였다.
1525년(중종 20) 16세 때 서포 곽열(郭說)의 일기에 하서는 총명하고 숙성하여 십오육 세에 이름이 한 도에 가득하였다. 가친(家親. 곽희영)이 호남에 가셔서 영은사(靈隱寺)에서 글을 읽는데 하서도 역시 와서 그 절에 깃들어 한문(韓文)을 읽었었다. 수 일을 있다가 하서는 돌아간다고 말하므로 선친이 묻기를 「수일 사이에 한문을 다 읽었단 말인가.」하니, 하서는 웃으며 하는 말이 「대강은 짐작하여 능히 외울 만은 하다.」하므로 선친은 한 권을 뽑아내어 물은 즉 어느 대문이고 다 통달하여 진작 외워둔 사람과 같았다. 그래서 다른 권을 마구 뽑아 시험하니 다 그렇지 않은 것이 없으므로 선친은 크게 기특히 여겼다고 기록하였다.
1526년(중종 21) 17세 이 무렵 담양의 면앙정 송순(宋純)을 찾아가 뵙고 수업 하였으며, 그 후로도 계속 왕래하며 문안을 게을리 하지 않았다.
1527년(중종 22) 18세 때 기묘사화를 만나 화순 동복에 유배 중이던 신재 최산두(崔山斗)를 찾아가 학문을 강론했는데, 신재(新齋)는 그에게 탄복하여 매양 추수빙호(秋水氷壺)라 일컬었다. 또 이 무렵 나주 목사로 좌천 되었다가 병으로 사직하고 고향 광주 서창에 돌아와 있던 눌재 박상(朴祥)을 찾아뵙고 학문의 폭을 넓혀 나갔다.

#### 학문 연구와 학맥
그는 어린 시절부터 시문을 잘하여 명성이 전역에 떨쳤으며, 기묘 사림들인 조원기·기준·송순·박상 등의 아낌을 받고, 특히 성리학에 조예가 깊었던 김안국·최산두에게 수학하였는데 그들은 기묘년(1519년) 에 화를 당한 인물들로, 그가 결코 기묘사화와 무관하지 않음을 알 수 있다.
또한 그의 스승 김안국은 조광조와 함께 김굉필에게서 학문을 같이 배웠는바, 이는 『정몽주-길재-김숙자-김종직-김굉필-김안국』으로 이어져 내려온 조선 성리학의 도통을 이어받은 직계 인물이므로 그는 도통의 직계이다. 따라서 조광조와는 스승의 형제나 다름없는 사숙질(師叔姪)이 된다. 이와 같이 그는 성리학의 도통을 계승한 인물로 후대 사림들로부터 학문과 덕행의 사표가 되었다.
그리하여 그는 조광조·김정등 기묘 사림들이 화를 당하였어도 그들의 자치주의 노선을 밟을 수밖에 없었고, 또 정면으로 뛰어들어 그 어려운 유업을 짊어지지 않을 수 없었던 것이다. 이후 그는 문신으로서 처음으로 조광조등 기묘 사림을 죽인 중종에게 기묘사화의 잘못됨을 개진하며, 무고하게 희생된 그들의 신원 복원을 청하였던 것이다. 이는 죽기를 각오하지 않고서는 할 수 없는 일로 도통적 의리에서 나온 것이었다.
1528년(중종 23) 19세 봄에 서울에 올라가 성균관에 입학하여 선비들에게 칠월 칠석(七夕)날을 기리는 시험을 보였는데 이에 응시하여 장원이 되었다. 홍문관 대제학 이행(李荇)이 기특히 여기며 사람이나 글이 모두 옥이라고 하면서도, 다만 혹시 남의 손을 빌리지나 않았나 의심하여 그를 성균관에 있게 하고 일곱 가지 글제를 내어 시험을 했는데 모두 그 자리에서 지어 권을 바쳤을 뿐더러, 시문의 운치가 모두 뛰어나니 이행은 크게 경탄해 마지않았다. 그 중의 「염부」, 「영허부」는 문집에 있다. 그때 지은 시권 《칠석부》(七夕賦)가 사람들의 입에 오르 내렸다.
1531년(중종 26) 22세 성균 사마시에 합격하여 진사가 되었다. 같이 합격한 동방(同榜)은 화담 서경덕, 대곡 성운, 휴암 백인걸, 임당 정유길, 금호 임형수 등이 있다. 이듬해 할아버지 훈도공(訓導公)이 돌아가셨다.
1533년(중종 28) 성균관에서 퇴계 이황과 만나 교우 관계를 맺고 함께 학문을 닦았다. 기묘사화를 겪은 지가 얼마 되지 않아 선비들이 학문을 소홀히 하며, 도학에 대해 말하기를 꺼려하는 풍조였는데, 퇴계와 한번 보고 서로 깊이 뜻이 맞아 끊임없이 토론하고 연구하며 서로 도와 학문과 덕을 닦은 소득이 있었다. 후일 퇴계는 「더불어 교유한 자는 오직 '하서' 한 사람뿐이었다.」고 술회했을 정도로 그와의 돈독한 우의를 표시했다. 얼마 지나지 않아서 퇴계가 고향으로 돌아가게 되자 그는 정표로 ‘증별시(贈別詩)’를 지어 주었다. 이와 같이 성균관에 있으면서 이황을 비롯한 휴암 백인걸·임당 정유길·금호 임형수·미암 유희춘을 비롯한 많은 현능들을 만났다.
1536년(중종 31) 성균관에서 스승 신재 최산두의 부음을 듣고 상복을 입고 머리에 가마(加麻)를 하고 스승의 죽음을 애도하였으며, 기일에는 치제(致齋)를 올렸다.
1539년(중종 34) 여름 4월 예조에서 아뢰기를 「중국 사신이 시를 잘 짓는다 하여 이미 제술관을 많이 뽑았사오나, 성균관 과시에서 큰 명성을 얻은 김인후 등을 차출하여 이에 대비케 함이 어떠하옵니까?」하니 그렇게 하라 전교하였다.
1543년(중종 38) 봄 2월에 스승 모재 김안국(金安國)의 부음을 듣고 가마(加麻)를 하고, 이후 기일에는 치제(致齋)를 올렸다. 스승을 애도하는 글 '만사(輓詞)'가 문집에 전한다.

### 관료 생활
1540년(중종 35) 31세 겨울 10월에 별시 문과 병과에 급제하여 권지승문원 부정자에 등용되었다.
1541년(중종 36) 여름 4월 호당(湖堂)에 들어가 사가독서 하였다. 함께 뽑힌 12사람과 더불어 계(契)를 닦고 이름을 「호당수계록(湖堂修契錄)」이라 했다. 이들과는 서로 학문적 교류가 각별하였다. 겨울 10월 홍문관 정자 겸 경연전경 춘추관 기사관에 제수되었다.
1542년(중종 37) 가을 7월에 학식과 덕망이 높은 사람들이 맡는 청요직 홍문관 저작에 승진되었다.
1543년(중종 38) 1월 동궁에 불이 발생되어 안채가 잿더미가 되고, 방화범이 누구인지를 둘러싸고 조정에서는 논란이 벌어지는 등 전국이 뒤숭숭한 상황이었다.
그해 여름 4월에 홍문관 박사 겸 세자시강원 설서로 승진되었다. 이때에 인종이 춘궁에서 덕을 기르는데, 세자 보도의 책임을 전적으로 그에게 맡겼다. 세자는 그의 학문·도덕의 훌륭함을 깊이 알고 정성스런 마음과 공경하는 예로써 소대(召對)를 자주 하였으며, 그 역시 세자의 덕이 천고에 뛰어나 후일 요․순 시대의 다스림을 기약할 수 있겠다 생각하고, 지성껏 이끄니 서로 뜻이 맞음이 날로 두터웠다. 그가 입직해 있을 때에는 세자가 간혹 몸소 나와 나라의 어려운 국정에 대해 논의하다 이슥해서야 파하였다.
또 세자는 본래 예술에 능하였으나 일찍이 남에게 나타내 보인 적이 없었는데 유독 그에게 손수 그린 『묵죽』을 하사하여 뜻을 비치고, 눌러 그에게 명하여 화축(畵軸)에다 시를 지어 쓰도록 하니 그 시가 아래와 같았다.
 묵죽도(墨竹圖)

뿌리 가지 잎새 마디 모두 다 정미(精微)롭고,
  굳은 돌은 벗인 양 범위 안에 들어 있네.
 성스러운 우리 임금 조화를 짝지으사,
  천지랑 함께 뭉쳐 어김이 없으시네.

이것은 임금 될 사람으로서 베풀 수 있는 최고의 친절이었다. 이후에도 『주자대전』 한 질을 하사할 정도로 그에 대한 배려가 남달랐다. 이와 같은 인종의 그에 대한 신뢰와 배려는 충성심으로 굳고 깊게 자리 잡게 되었으며, 이 일화는 군신 관계의 모범으로서 후대에 이르기까지 인구에 널리 회자되었다.

#### 기묘 명현의 신원 복원
1543년(중종 38) 34세 여름 6월 홍문관 부수찬 지제교 겸 경연검토관으로 승진하였으며, 7월 주강(晝講)에 나아가 시사를 논하는 자리에서 그는 홀로 개연히 상소문을 올려 중종에게 수신·자성의 도를 진술하는데, 그 대략은 다음과 같았다.
『바른 선비들을 《소학》의 무리라 하여 배척하는 낡은 정치 풍토가 만연해 있는 조정의 기강과 풍속을 바로 잡을 것과, 기묘년에 희생된 사람들이 한때 잘못한 일은 있더라도 그 본심은 터럭만큼도 나라를 속인 것이 없는데도 불구하고 무거운 죄를 입었습니다. 그 후에 죄를 지은 사람 중에 비록 죽어도 남은 죄(大逆不道)가 있는 자들이 세월이 오래되어 더러는 복직된 자도 있사온데 기묘년 사람들은 오히려 상의 은혜를 입지 못하였사오니, 신은 홀로 온편하지 못하다고 생각합니다. 더 나아가 기묘년 사람들이 숭상하던 《소학》· 《향약》 등은 버려지고 쓰지 아니합니다. 《소학》과 《향약》은 성현의 글인데도 불구하고 지금의 선비들이 시속에 빠져 읽어서는 안 될 글이라 하며 버리니 매우 온편하지 못하다고 생각합니다.』 라고 지적 하는데 그 사연이 매우 간절하고 절실하였다.
때는 기묘년으로부터 20여년의 세월이 지났지만 아직도 조야에서는 당시 일을 꺼리고 두려워하며 감히 꺼내지도 못하는 상황에서, 문신으로서 처음 기묘명현(己卯名賢)의 신원 복원을 개진하였는바 이는 감히 죽기를 각오하지 않고서는 홀로 할 수 없는 일로, 도통적 의리에서 나온 것이라 할 수 있을 것이다. 이를 계기로 사림의 입이 떨어지기 시작하였다. 하지만 중종은 기묘명현의 신원 복원에 대해서는 허락하지 않고, 다만 폐기토록 지시한 《소학》·《향약》에 대해서만 철회토록 허락하였다.
1543년(중종 38) 기묘명현의 신원 복원의 뜻을 이루지 못하자 그는 이 같은 상황을 더는 견딜 수 없어 하며, 연로하신 부모 봉양의 걸양(乞養)을 청하여 겨울 12월 고향과 가까운 옥과현감에 제수되고 춘추관의 겸직은 그대로 띠었다. 이때 호남관찰사로 와 있던 규암(圭庵) 송인수(宋麟壽)와 더불어 학문을 닦고 글을 주고받으며 정이 매우 두터웠다.

#### 인종 즉위 및 제술관
1544년(중종 39) 11월 중종이 승하하고, 1545년(인종 원년) 여름 4월 중국의 사신 장승헌(張承憲)이 와서 국상을 조문하였는데 조정에서 그를 제술관으로 부름에 나아갔다. 인종이 새로 왕위에 즉위하여 첫 정사로 성리학 숭상과 현량과를 복원하고, 기묘년에 희생된 선비들인 조광조ㆍ김정ㆍ기준 등의 신원을 복원하였다.
이에 조정에서는 바야흐로 태평성대를 기약하며 전국의 선비를 모으고, 모두 그에게 인종의 경연의 보도를 맡기고자 하였으나, 그는 세상의 기미가 반 사림적으로 펼쳐질 것이라는 것을 알고 있는 터라 더 이상 조정에 머물러 있고 싶지 않았다.
그 사이에 인종이 자주 환후가 있음을 보고 그는 약 제조 논의에 참여할 것을 청하였는데, 약원에서 그 직책이 아니라는 이유로 거부당하자, 그는 부모님 병환을 들어 본래의 임소로 돌아왔다.

### 사직과 은거
1545년(인종 원년) 36세 가을 7월 인종이 갑자기 승하 하였다는 소식을 들은 그는 목을 놓아 통곡하며 더는 살고 싶지 않은 듯이 하여 매우 깊은 심장병이 발작했다. 그래서 정신을 잃고 쓰러졌다가 이내 소생하여, 마침내 병으로 사직하고 고향 장성으로 돌아와 다시는 벼슬할 마음을 끊고, 산림에 은둔한 채 술과 시로 울분을 토로하며 세월을 보냈다. 곧이어 을사사화(乙巳士禍)가 일어났다. 이후 그는 두 임금을 섬기지 않는 '절의'를 고수하는 생활로 일관했다.

#### 인종에 대한 절의
1545년 을사년 이후 매년 여름에서 가을로 바뀔 무렵이면 글을 그만두고 손님도 만나 보지 않으며, 우울한 기분으로 날을 보내며 문밖을 걸어 나간 적이 없었다. 또 인종의 기일인 음력 7월 초하루가 되면 술을 가지고 집 앞 '난산(卵山)'에 들어가 곡을 하고 슬피 부르짖으며 밤을 지세고 내려오기를 평생에 한 번도 거르지 않고 한결 같았다. 또 인종을 그리고 애도하는 처절한 심정으로 「유소사」(有所思)와 「조신생사」(吊申生辭)의 시를 지었다.
 유소사(有所思)

임의 나이 삼십이 되어 가는데, 내 나이는 서른이라 여섯이로세.
 신혼의 즐거움을 반도 다 못 누렸는데, 시위 떠난 화살처럼 떠나간 임아.

내 마음 돌이라서 굴러가지 않네, 세상일은 흐르는 물처럼 잊혀지련만.
 한창때 해로할 임 잃어버리고 나니, 눈 어둡고 이 빠지고 머리가 희었소.

슬픔 속에 사니 봄 가을 몇 번이더냐, 아직도 죽지 못해 살아 있다오.
 백주는 옛 물가에 있고, 남산엔 해마다 고사리가 돋아나누나.

오히려 부렵구려 주왕(周王)의 비는, 생 이별로 권이를 노래했으니

1547년(명종 2) 봄에 성균관 전적으로 제수되었으나 취임하지 않았다. 가을에 공조정랑으로 제수되어 부름을 받고 길을 가다 병으로 사(辭)하고 돌아왔다. 또 전라도사에 제수 되었으나 바로 체직되었다.
체직 다음날 18일에 「양재역 벽서사건」이 일어나 사림계 인사들이 극형에 처해지고 유배되었는데, 이들은 그의 사상적 동지요 절친한 벗들로 그들의 죽음을 매우 슬퍼했다.
1549년(명종 4) 여름·가을에 성균관 전적에 임명되었으나 부임하지 않았다. 10월에는 순창에 계시던 부친 참봉공 상을 당하여 12월에 장성집 원당골에 장사하고 산소 옆에 묘사를 짓고 거쳐하던 중 1551년(명종 6) 6월 어머니상 마져 당하여 참봉공 묘 왼편에 장례하였다.
1553년(명종 8) 7월에 성균관 전적에 임명되었으나 나아가지 않았다. 9월에는 홍문관 교리 지제교 겸 경연시독관 춘추관 기주관에 임명되어, 부름에 응하여 길에 올랐다가 병이 났다고 글을 올려 사직을 청하고 돌아왔다. 겨울 11월에 성균관 직강에 임명되었으나, 병이 위중하여 견디기 어려운 실정을 간절하게 아뢰며 나아가지 않았다.
1554년(명종 9) 늦가을 9월 성균관 직강에 또 임명되었으나 글을 올려 사양하였다. 10월에 명종은 본도 감사에게 특명을 내려 「식물을 제급케 하고, 병이 낫거든 역마를 타고 올라오라」 하였는데 그는 글을 올려 사양했다. 이와 같이 그는 조정의 부름에 병을 핑계로 나아가지 않고, 인종에 대한 절의를 지켰다.
1555년(명종 10) 12월 참찬관 박민헌이 말하기를 「경연관으로서 신 같은 무리는 「서경」에 나오는 글들을 잘 모르니, 모름지기 유학자 이황과 김인후를 구하여 아침 저녁으로 더불어 강론한다면 도리를 알게 될 것입니다.」라며 그들을 불려 강론에 참석시키면 인도하는 공(功)이 있을 것이다고 하였다.
사관은 "김인후는 재행이 있으나 영진하는 것에 마음에 두지 않고, 독서하는 것을 좋아하고 글을 잘 지었다. 해진 옷을 입고 거친 음식을 먹으면서도 담담하였는데, 만년에 성리학을 좋아하여 정밀하게 연구하고 깊이 생각하였다. 여러 번 불렀으나 병이 많다는 이유로 나오지 않았으니, 억지로라도 올라오게 하여 진현하고 강론하는데 참석시키면 인도하는 공(功)이 있을 것이다." 그러나 조정에서는 유신 이황·김인후 등을 등용하여 논사하는 위치에 두지 않고 그들로 하여금 시골로 퇴거하도록 하였으니, 어찌 크게 잘못된 정사가 아니겠는가?.라고 논한다.

### 생애 후반
생애 후반은 을사사화 이후로, 하나는 성리학 연구이고, 다음은 시문학 활동이며, 나머지는 후학 양성이다.

#### 성리학 연구
을사사화 이후 은둔한 그는 몸을 추스른 후 성리학 연구에 전념하여 조금도 쉬지 않고 강구하며, 차례대로 힘써서 실천하니 만년에는 학문의 경지가 더욱 정교하고 치밀하게 깊었다. 또 그의 학문 기조는 의리를 실천하는 데에 있었다. 이는 조선조 도학자들의 학문적 특징이며, 또한 성리학을 공부하는 목적이기도 하였다. 그리하여 그의 성리학 이론은 16세기 조선 성리학계를 이끈 대표적 이론으로 자리 잡아 이와 기에 관한 논쟁의 중심에 있으며, 우리나라 유학사에 있어 아주 중요한 위치를 차지하고 있다.
1547년(명종 2) 이 때에 중국의 학술이 크게 무너져 육상산(陸象山), 왕양명(王陽明)을 숭상하고 참으로 주자(朱子)를 아는 자는 적었다. 그래서 선생은 아래와 같은 시를 지어 문인에게 제시하였다.
 문인(門人)에게 제시한 시
천지라 그 중간에 두 사람이 계시나니,
 중니(仲尼. 공자)는 원기(元氣)라면 자양(紫陽. 주자)은 참이로세.
 아무쪼록 잠심(潛心)하여 부디 딴 길로 가지 말고,
 늙어빠진 이 한 몸을 흐뭇케 하여다오.

이와 같이 그는 대개 생각하기를 문자가 생긴 이래로 여러 성인들이 표준을 세워 있었으나, 그 쇠운에 미쳐서는 공자가 없었으면 여러 성인의 도가 전하지 못했을 것이요. 공자 이후로 여러 현인들이 전통을 이어왔으나 그 어두워짐에 미쳐서 주자가 없었으면, 공자의 도가 밝혀지지 못했을 것이니, 공자 · 주자 두 부자의 사업과 공렬은 천지의 사이에 우뚝하고 빛나서 여러 성인이나 현인들이 이보다 더할 수는 없다 하였다. 그러므로 사(詞)와 시에 이를 나타내어 후학의 길을 열어 주었으니 그의 식취 범위는 이 시에서 그 대강을 볼 수 있다.
이때에 영응 이지남(李至男)이 와서 배우기를 여러 해였었는데, 일찍이 《초사》(楚辭)를 배우고자 하므로 그는 읽다가 마치지 못하고 문득 비분을 이기지 못하여 시를 써 주었는데 다음과 같았다.
이지남(李至男)에게 준 시
옥빛에다 난의 향기 그 가정에 맞는 인품,
 대숲 밖 오막집에 이소경을 익히누나.
 굳이 풍아의 말에 치달릴게 뭐가 있담,
 주나라 시 삼백편은 진실로 화평하네.

대개 그는 을사년 이후로 평일에 늘 울읍하여 궁한 사람이 돌아갈 데가 없는 듯이 하였으며, 그 음풍하는 사이에 나타난 것이 많이 이와 같았다.
1549년(명종 4) 봄 2월 순창군 쌍치면 점암촌에 은거하면서 《주자대전》 중에서 《대학 강의》를 얻어 보고 발문을 지었다. 또 그 무렵 성리학자들의 관심이 《천명도》에 집중되어 있었는데, 추만 정지운(鄭之雲)이 「사단은 이에서 생기고, 칠정은 기에서 생긴다.」로 표현해 이를 도식화하고 해설을 붙인 《천명도》를 완성하였는데, 이를 받아 본 그는 이를 대폭 수정 보완해 인성의 본질을 파헤치는 탁견을 제시한 《천명도》를 그려 조선 성리학 발전에 크게 기여했다.
이 논의에 퇴계 이황도 적극 참여했는데, 이황도 역시 그의 도학 문자를 보고 의견과 해설의 정밀함에 대해 깊이 공경하였다. 이러한 그들의 심오한 토론은 뒷날 이황과 기대승 간의 「사칠 논변」(四七 論辯, 사단과 칠정에 관한 이황과 기대승의 토론)이 일어나게 된 사상적 배경이 됐다.
1552년(명종 7) 양산보(梁山甫)가 《효부》의 장편을 지어서, 그가 일찍이 시운을 따라 글을 지었는데, 송순이 직접 생각을 정리하여 원 글의 뒤에 품평하였다. 문집에 실려 있다.
1556년(명종 11) 화담 서경덕(徐敬德)은 '심학'(心學)으로써 당시 숭상하는 바가 되었는데, 그는 일찍이 《독주역시》(讀周易詩)를 지었는데, 그는 이 시를 보고서 「성인의 말씀은 곧 천지의 도이니 영이라고 할 수 없다.」고 차운하였다. 이는 서화담이 공부하는 사람들을 계도하는 방식이 점진적인 과정을 거치지 않고, 하학 공부를 소홀히 하면서 단번에 깨달음을 얻으려는 지름길로 이끌 우려가 있기 때문에 이를 깊이 걱정하여 마침내 그의 시에 화답을 해서 바로잡은 것이다.
여름 5월에 무장 고을 유생 안서순(安瑞順)이 정륜(鄭倫), 김응정(金應貞)과 함께 상소하여 을사년에 무고함을 입은 명현의 원통한 상황을 진술하여 아뢰는데, 윤원형이 안서순과 나주 출신 정륜은 모의하여 역적을 두둔한 죄로 참형하고 집안의 재산을 몰수하였으며, 진사 김응정(金應貞)은 소장을 썼다하여 멀리 귀양을 보냈다. 또 윤원형이 기필코 김인후흫 연루시켜 사림에 화를 씌우려 하였으나 뜻대로 되지를 않았다.
1557년(명종 12) 《태극도설》(太極圖說) 《서명》(西銘) 등의 글이 지닌 깊은 뜻을 생각하고 찾아서 읽기를 천 번에 달했다. 이에 이르러 《주역관상편》(周易觀象篇)와 《서명사천도》(西銘事天圖)를 저술하고, 또 배우는 자들에게 글로 써서 보이기를 「염계의 도설은 도리가 정미하여 글월은 간략하되 뜻은 만족하고, 장자의 명은 규모가 광활하여 뜨지도 않고 새지도 않으니 만약 천자가 고명하면 먼저 태극에서부터 공력을 써야 할 것이나 그렇지 못하면 서명을 이해하고서 태극에 미처 가야 한다. 태극은 덕성의 근본이요 서명은 학문의 법도이니 요컨대 어느 한쪽도 폐해서는 아니 된다.」라 하였다. 《서명사천도》와 《태극도설》은 잃어버려 세상에 전하지 않는다.
1558년(명종 13) 7월에 서울로 과거보러 가던 고봉 기대승(奇大升)이 찾아와 《태극도설》(太極圖說)을 논하였다. 10월 기대승이 문과에 급제하고, 그해 11월 휴가를 얻어 귀향하던 중 일재 이항(李恒)에게 들러 전에 의논하던 《태극도설》을 재 강론했는데, 이항이 「태극(太極) 음양(陰陽)이 일물(一物)」이라고 주장하고, 기대승은 그렇지 않다고 주장하여 종일 토론하였으나 의론이 귀결되지 못했다. 이에 기대승이 그를 찾아와 뵙고 어느 쪽이 옳고 그른가를 묻자 그는 기대승의 의견이 맞다고 하며, 기대승과 하루 종일 강론하다 파했다.
또 소재 노수신(盧守愼)이 《숙흥야매잠》(夙興夜寐箴)의 주해를 저술하여 퇴계 이황 및 그에게 강의하고 질문한 것이 왕복으로 묶어 수백 언 이었는데 퇴계 이황은 누차 자기 의견을 버리고 그의 설을 많이 따랐다.
여기서 소재 노수신은 『마음이 몸을 주재한다.』고 하였는데, 그는 이에 대해 비판하며, 『마음이 몸을 주재하지만 기가 섞여서 마음을 밖으로 잃게 되면 주재자를 잃게 되므로, 경으로써 이를 바르게 해야 다시금 마음이 몸을 주재할 수 있게 된다』는 「주경설(主敬說)」을 주장하였다.
송나라 채구봉(蔡九峯)의 《홍범설시도설》(洪範揲蓍圖說)은 밝고 또 차비한데도 뒷사람들이 오히려 자세히 알지 못하는데, 그는 채구봉(蔡九峯)의 설로 근본을 삼고, 자기의 설을 부가하고 진술하여 매우 정성스럽게 새로 만들어 이름을 《홍범설시작괘도》(洪範揲蓍作卦圖)라 하고, 제자 양자징(梁子澂)에게 전수하니 이에 '주·채(朱蔡: 朱子蔡沈)'가 전수한 깊은 뜻이 비로소 밝혀졌다.
1559년(명종 14) 일재 이항이 「태극과 음양은 일물이라」는 뜻의 글을 극론하여 고봉 기대승을 통해 글로 보내자, 그는 일재에게 편지를 보내, 『기군에게 보낸 서간에 대해 감히 의(議)하지는 않겠습니다만 대개 이(理)와 기(氣)는 혼합하여 천지간에 가득 찬 것은 무엇이고 그 가운데서 나오지 않은 것이 없는 동시에 저마다 갖추지 않은 것이 없으니, 태극이 음양에서 분리되어 있다 할 수는 없겠지요. 그러나 도(道)와 기(器)의 분별은 계한(界限)이 없을 수 없으니 태극 음양이 일물이라 할 수는 없을 상 싶습니다. 주자(朱子)가 말하기를 「태극이 음양을 탄 것이 사람이 말(馬)을 탄 것과 같다.」 하였은즉 결코 사람을 말이라 할 수는 없겠지요.』라 하였다.
그해 겨울 고향에 내려와 있던 기대승과 더불어 「사단칠정」의 설을 강론하는데 이르지 않은 곳이 없었으며, 고봉은 퇴계의 『사단칠정 이기호발』에 대해 깊이 의심하여 그에게 질문하니, 그는 물흐르듯 막힌바 없이 세밀한 분석과 변론을 극히 투철하고 정밀하게 해주었다.
또 소재 노수신(盧守愼)이 정암 나흠순(羅欽順)의 《곤지기》(困知記)를 바탕으로 「도심은 고요하여 움직이지 않고, 인심이 느껴서 드디어 통한다.」고 주장 하자 그는 이에 대해 강하게 비판하며 「성인의 인심 도심은 대개 모두 동처를 지적하여 말한 것이다.」라고 하였다. 그의 사후 퇴계와 고봉은 그의 설을 존중하고 노소재의 설을 적극 공격하였는데, 그의 전론은 유실되어 전하지 못한다.
1560년(명종 15) 정월 그는 세상을 버렸다. 3월 후학 기대승이 삼가 술과 과일을 준비하여 영전에 전(奠)을 올렸다.
1560년 8월 고봉은 그동안 그에게 이와 같은 소득을 얻어 「사칠설」(四七說) 및 「장서」(長書)를 저술하여 퇴계에게 받들어 드렸던 것이며, 이후 퇴계와 더불어 사칠 호발의 시비에 대해 왕복 변론한 것이 자못 수 만 자에 달했으니, 그의 가르침을 받아서 구별한 것이었다. 고봉이 퇴계에게 질문하자 퇴계도 『담옹(하서의 별호)이 비록 적적하게 두어 마디 말을 했으나, 역시 이미 그 말의 본 뜻이나 내용을 보았다 하겠다.』고 하였다.
1566년(명종 21) 그런데 고봉 기대승은 그 동안 그를 통해 얻은 전설(前說)을 다 버리고, 이후 한결같이 퇴계 이황의 설을 따르니, 논리적 일관성을 잃어버려 앞뒤가 갈라져서 두 사람이 말 하는 것 같았다. 이것이 세상에 전하는 「퇴고 왕복서」이다.
그는 수양론에 있어서도 성경의 실천을 학문의 목표로 삼고, 도덕 사회를 이룩하려는 데 그 뜻을 두었다. 그러면서도 결코 일찍이 도를 안다고 자처하지 않았으며 항상 부족한 듯이 여겼다.

#### 시문학 활동
성장하여 시문을 지으면 맑고 화려하고, 고상하고 빼어나 당시에 비길 만한 사람이 드물었으며, 그의 용모만 바라보고도 이미 속세의 사람이 아닌 것을 알았다. 그가 뜻하는 바는 예의와 법도를 실천하려는 것이었으므로 감히 태만하지 않았다.
일찍이 화순 동복의 최산두 문하를 출입하면서부터 시문학 방면에도 이름을 얻었는데, 이후 서울에서 글 잘 짓기로 이미 이름이 들어났으며, 낙향해서는 당시 전라도 일대에 덕망 있는 사림계 인사들과 교유를 하였는데, 특히 담양 소쇄원 주인 양산보와는 도의 지교를 맺고 더욱 친밀한 관계를 유지하였다.
면앙정(俛仰亭)을 중심으로 당대 유명한 인사들인 송순ㆍ임억령ㆍ김윤재ㆍ김성원ㆍ기대승ㆍ정철 등의 문사들과 담양의 소쇄원(瀟灑園)ㆍ식영정(息影亭)ㆍ환벽당(環碧堂) 등의 누정을 중심으로 호남 시단을 형성하여 16세기 누정 문학 발전에 커다란 역할을 하였다. 당시 그가 쓴 〈소쇄원 48영〉과 〈면앙정 30영〉 및 그 밖의 여러 율시 등은 누정 문학의 최고봉으로 널리 칭송 받았으며 지금도 보존되어 있다.

### 후학 양성
1546년(명종 원년) 4월에 《효경간오》의 발문을 지었는데, 이는 옥과 현감으로 봉직할 당시 미암 유희춘(柳希春)이 한양에서 고향으로 돌아가는 길에 본읍에 들러 주자(朱子)의 《효경간오》라는 책을 보여 주자, 이를 매우 흐뭇해하면서 친히 베껴놨던 것인데, 이제 그 책 말미에 발문을 붙여 그 뜻을 넓혀서 배우러 오는 자들에게 가르쳐 주었다. 이와 같이 고향에 묻혀 절의를 고수하던 그가 택할 수 있는 길은 학문 연구와 후학 양성뿐이었다.
1548년(명종 3) 봄 어버이를 모시고 처향(妻鄕)인 순창군 쌍치면 둔전리 점암촌에 우거하였다. 이곳에 초당을 세우고 편액을 훈몽(訓蒙)이라 걸고 여러 학생들을 훈회하였는데, 반드시 먼저 《소학》을 읽고 다음에 《대학》을 읽게 하였다. 순창 점암은 나무와 돌이 빼어나게 좋으며, 강 언덕에 반반한 바위가 있어 능히 수십 인이 앉을 만 하였는데, 제자 양자징(梁子澂)을 비롯한 조희문(趙希文) 등과 더불어 《대학》을 강의 하였다. 세상이 이를 대학암(大學巖)이라 일컫는다. 또 상류 낙덕암(樂德巖)에서 쉬고 노닐며 강송하였는데, 주변에 천석(泉石) 운림(雲林)의 뛰어난 경치는 바로 김인후의 무이(武夷)였다.
이와 같이 그는 자연에 귀의하여 모든 것을 버리고 체념한 체 시와 술을 벗 삼아 유유자적 세월을 보냈는데, 오히려 마음은 태평스러웠다. 이러한 마음을 표현한 시(詩)가 『자연가』이다. 
 자연가(自然歌)
청산도 절로 절로, 녹수도 절로 절로.
 산도 절로 물도 절로하니, 산수간 나도 절로.
 아마도 절로 삼긴 인생이라, 절로 절로 늙사오리.

1549년 10월 부친 참봉공 상을 당하여 12월에 고향 장성으로 돌아와 맥동 서쪽 원당골에 장사하였다. 고향 장성으로 돌아온 후에도 소문을 듣고 찾아온 학도들에게 전심하여 순순히 가르침을 베풀되 반드시 《소학》을 먼저 읽고 다음에 《대학》을 읽히는데, 한결같이 주문공(朱文公)의 성법(成法)을 따랐다. 그의 두 아들을 가르침에 있어서도 역시 《소학》을 10년이나 읽도록 하며 딴 책으로 바꾸어 주지 않았다.
제자로는 당대 내로라하는 석학들인 변성온(卞成溫) ·  기효간(奇孝諫) ·  조희문(趙希文) ·  양자징(梁子徵) ·  정철(鄭澈) ·  오건(吳健) ·  남언기(南彦紀) ·  노적(盧適) ·  윤기(尹祈) ·  신각(申覺) ·  서태수(徐台壽) ·  이지남(李至男) ·  김종호(金從虎) ·  안증(安璔) ·  김제안(金齊顔) ·  양산해(梁山海) · 박원순(朴元恂) 등이 있다.

### 최후
1560년(명종 15) 51세 음력 1월 16일 고향 장성으로 은거한지 15년여 만에 병이 위급하여 자리를 바로 하더니 51세의 나이로 여유롭게 세상을 떠났다.
세상을 떠나기 사흘전 기운이 평화롭지 못하여 약물을 들면서 집안사람에게 이르기를 『내일은 보름이니 정성들여 생주를 갖추어, 자녀들로 하여금 사당에 제물을 올리도록 하라』 하였다.
15일 보름날에는 병을 무릅쓰고 일찍 일어나 의관을 단정히 하며 꿇고 앉아 제사의 시각을 기다리면서 자녀들에게 당부하기를 『내가 죽으면 을사년 이후의 관작일랑 쓰지 말라』고 하였다. 마지막 순간까지도 인종에 대한 절의를 지키고자 하는 선비다운 굳은 절개와 고고한 기품을 드러냈다.
조정에 부음을 아뢰자 명종이 부의를 보내도록 특명하였다. 그의 뜻에 따라 3월에 장성현 대맥동 원당산 부모 산소 아래 자좌 오향 벌에 장사지냈다.
그는 평소 《가례》에 유념하여 상례와 제례를 더욱 삼갔으며, 시제와 절사를 당해서는 비록 앓는 중이라도 반드시 참석했고, 시속의 금기에 흔들리지 않았다. 자제를 가르침에 있어서도 효제충신을 먼저하고 문예를 뒤로 했다.
남과 대화를 나눌 때는 자기 의사를 표준으로 삼지 않았으나, 한번 스스로 정립(定立)한 것은 매우 확고하여 뽑아낼 수 없었고 탁월해서 따를 수가 없었다. 해서와 초서를 잘 썼고 필적은 기굴했다.

## 저서와 작품
그는 성리학에 조예가 깊었을 뿐 아니라, 천문·지리·의약·복서·율려·도수에도 정통하였다. 태극에 관한 이론도 깊어 『천명도』를 완성하였으나, 도학에 관한 저술은 잃어버려 많지 않다. 16세기 누정 문학 발전에 결정적인 역할을 한 시인이기도 하며, 시문에 능해 10여 권의 시문집을 남겼다.
- 《하서집》(河西集
- 《주역관상편》(周易觀象篇)
- 《서명사천도》(西銘事天圖)
- 《홍범설시작괘도》(洪範揲蓍作卦圖)
- 《가례고오》(家禮攷誤)
- 《천명도》(天命道)
- 《백련초해》(百聯抄解)

## 가족 관계
- 고조부 : 김달원(金達源), 충좌위(忠佐衛) 중령사정(中領司正)
- 고조모 : 서흥 이씨(瑞興 李氏), 판사재시사(判司宰寺事) 춘경(春景)의 딸
- 증조부 : 김의강(金義剛), 사온서(司醞署) 직장(直長)
- 증조모 : 남양 홍씨(南陽 洪氏)
- 조부 : 김환(金丸), 금구훈도(金溝訓導)
- 조모 : 직산 김씨(稷山 金氏) -김석숭(金石崇)의 딸, 세자좌사경(世子左司經) 김지효(金知孝)의 손녀
  - 부 : 김영(金齡), 의릉참봉(義陵參奉)
  - 모 : 옥천 조씨(玉川 趙氏) - 훈도 조적(趙勣)의 딸
    - 부인 : 여흥 윤씨(驪興 尹氏) - 현감 윤임형(尹任衡)의 딸
      - 장자 : 김종룡(金從龍)
      - 자부 : 성산 이씨(星山 李氏) - 일재 이항(李恒)의 딸
        - 손자 : 김중총(金仲聰), 경기전 참봉
        - 손부 : 태인 박씨(泰仁 朴氏)

      - 계자 : 김종호(金從虎), 자여찰방(自如察訪)
      - 자부 : 남원 진씨(南原 晉氏) - 좌승지 진벽(晉璧)의 딸
        - 손자 : 김남중(金南重), 선교랑(宣敎郞)
        - 손부 : 행주 기씨(幸州 奇氏)·함풍 이씨(咸豊 李氏)

      - 녀 : 조희문(趙希文), 홍문관 교리
      - 녀 : 양자징(梁子澂), 현감
      - 녀 : 유경렴(柳景濂), 찰방
      - 녀 : 여(女), 요사(夭死)

### 후손
후손으로는 근대사의 거목으로 고려대학교를 설립하고 동아일보를 창간하였으며 대한민국 제2대 부통령을 지낸 인촌 김성수와 영원한 법조인의 사표로 일제강점기 인권변호사로 초대 대법원장을 지낸 가인 김병로, 삼양사를 설립한 기업인 수당 김연수, 한국 지성의 거목으로 고려대 총장과 국무총리를 역임한 남재 김상협 등이 있다.

## 사상과 업적

### 시대적 상황
그는 중종 5년에 태어나 명종 15년에 세상을 떠났는데, 이 시기는 연산군의 혼란된 조정을 중종반정으로 바로 잡고 새로운 정치 질서를 회복하고자, 중종 초기 문치의 기운을 열고 국가의 기강을 세우고자 하였으나, 중종의 등극과 함께 '신비'를 폐출하면서부터 내부적으로는 외척 세력 간 다툼이 치열하고 왕권을 둘러싼 갈등이 노골화되었던 시대였다. 이 때에 일어난 기묘사화와 을사사화는 이러한 시대적 성격을 잘 대변하여주고 있다 하겠다.
기묘사화는 중종반정후 새로운 기풍을 일으키고자한 사림의 이상과 훈구 대신들의 현실적 욕구가 서로 부딪치게 되어 사림이 화를 입게 된 사건이고, 을사사화는 윤원형을 비롯한 명종의 외척 세력이 자신들의 세력 기반을 다지기 위하여 인종의 근신들을 해친 사건이었다.
그는 정신적으로는 사림 사상을 계승한 도학자로서 복재의 사랑을 받고, 모재의 문하에서 수업하였으며, 신재에게 학문을 배웠다. 그는 인종의 신하였기에 윤임이나 윤원형 어느 편에도 가까이하지 않았고, 그러한 집권 세력들과 같은 조정에 있는 것을 부끄럽게 여겼다. 자신의 지조를 지키기 위해 노력하였으니 이는 그들과 연속된 싸움이었다.
그러나 인종과는 남다른 깊은 정을 나누며 서로 생각하고 느끼는 것이 같아서 세자와 신하로서 뿐 아니라 세자의 보호자로서 유일한 벗이 되었던 것이다. 그렇기 때문에 인종을 제외하고는 어느 누구도 그 깊은 뜻을 이해하지 못했고 그의 입지를 펼칠 수 있는 상황을 허락해주지 않았던 것이니 그로서는 불우한 시대를 만나 그 높고 깊은 경륜을 펼칠 수 있는 기회를 만나지 못했던 것이다. 그리하여 그는 높은 인격과 학문적 경륜과 치세의 뜻을 가지고 있었으면서도 그 이상을 펼쳐보지 못한 채 시와 술을 벗 삼고 세월을 한탄할 수밖에 없는 불우한 일생을 살았던 것이다.

### 도학(道學)
그의 학문은 의리를 실천하는 데에 있다. 이는 조선조 도학자들의 학문적 특징이며 또한 성리학을 공부하는 목적이기도 하다. 도학이란 성리학의 다른 이름이기도 하지만, 이는 중종의 등장과 함께 조정에 참여하게 된 신진 사림들이 내세웠던 학풍이었다. 그 정신은 요·순 임금이 행하였던 정치를 실현하고자 한 것인데, 이와 같은 주장이 나오게 된 것은 유학의 근본 정신을 배우자는 데에 있었다.
이와 같은 도학이 성리학으로 전회하게 된 계기는 기묘사화인데, 호남에 있어서도 기묘사화는 사상과 의식을 발전시키는 커다란 자극제가 되었다. 그것은 조광조가 전라도 화순 능주로 귀양 오게 됨으로써 그 정신적 정통성이 호남으로 수용되었으며 또한 기묘 사림들이 호남과 인연을 맺게 되었기 때문이다.
그는 기묘 사림의 문하에서 성장하고 그 정신을 계승함으로써 호남 유학의 발전적 토대를 쌓게 되었다. 그를 가리켜 도학·문장·절의가 남다르다고 하는 것은 그의 학문이나 정신이 그와 같았다는 것을 말하기도 하지만, 실제로는 그 이후의 사상적 계승과 발전적 특징이 그와 같은 현상을 나타내고 있다는 점에서 그의 인품이 그대로 계승 발전되었음을 알 수 있다 할 것이다.
그리하여 그의 사상에 대해 살펴보면 도학 사상은 기묘 사림 의식에서 온 것이지만, 그의 학문적 특징은 이를 사상적으로 정립하고, 이론적으로 탐구할 수 있는 길을 열어 주었다는데 있다. 그와 같은 사상적 정립을 이루도록 한 것이 바로 그가 만든 「천명도」였다.

### 절의(節義)
절의 정신은 절개와 의리를 말하는데 의리란 올바름을 실천하는 것으로서 이는 본성이 발현된 것으로 인의 구체적 실체이다. 그의 의리는 자신의 올바름을 지키려는 어진 본성에서 나왔기에 국가가 위난에 처했을 때에는 의를 실천 할 수 있는 사상적 바탕이 되었다. 그리하여 그의 불의에 맞선 절의 정신은 실천적 도학으로 계승되어 호남 사림들로 하여금 나라가 어려움에 처했을 때 분연히 떨쳐 일어나 구국의 대열에 앞장서게 하여 임란 의병ㆍ구한말 의병ㆍ광주학생독립운동ㆍ5·18 광주 민주화 운동등으로 나타났다.

### 문장(文章)
그의 문장(文章)은 도(道)를 싣는다. 도(道)는 하늘의 마땅히 그러한 바를 따르는 것으로, 문(文)은 그와 같은 도(道)를 실현하는 실체의 모습을 담은 것이다. 따라서 그의 문장(文章)이 깊은 의미를 갖는 것은, 그의 도가 그만큼 깊었음을 말한다. 그의 문장은 이와 같이 도가 나타난 것이었기에 도를 높이려는 선비들은 자연히 그의 문장을 따르게 되었다.

## 평가
- 눌재 박상 : 어릴 적에 그를 보고서 사람들에게 말하기를, "예로부터 기동(奇童)치고 끝이 좋은 자가 없었는데, 오직 이 사람은 마땅히 잘 마칠 것이다." 하였는데 과연 그 말이 증험되었다.
- 전라 관찰사 조원기 : 8살 때 전라 관찰사 조원기가 신동이라는 소문을 듣고 그를 전주 감영으로 불러 함께 시구(詩句)를 주고받으며 연구를 지었는데, 그의 뛰어난 재주와 높은 수준의 글 솜씨를 보고 "장성(長城)의 기동(奇童)이요, 천하의 문장"이라 칭찬했다.
- 복재 기준 : 9살 때 그의 인물됨을 칭찬하며 "참으로 이 애는 기동(奇童)이다. 너는 마땅히 동궁의 신하가 될 것이다."고 하면서, '내사필' 한 자루를 선물로 주었다. 그는 그 뜻을 알고 항상 잘 간직하여 보배로 삼았다. 이때 복재가 말한 세자는 인종으로 훗날 그는 인종의 스승과 신하가 되었다.
- 모재 김안국 : 10살 때 찾아가 전라감사 김안국을 찾아가서 『소학』을 배웠는데, 김안국은 그를 보고서 "이는 나의 소우(少友. 어린 벗)이다."라 하며, 그 뒤로도 늘 중국 고대 하은주 시대의 "삼대(三代)의 인물"이라 극찬하였다.[19]
- 신재 최산두 : 18살때 찾아가 학문을 강론했는데 신재(新齋)는 그에게 깊이 탄복하여 매양 "가을의 맑은 물과, 얼음을 담은 맑은 옥항아리 같다.(秋水氷壺)"고 일컬었다.
- 퇴계 이황 : "평생 함께 교유한 사람은 오직 '하서' 한 사람뿐이었다."고 술회했다.
- 송천 양응정 : "김후지(金厚之)[20]는 오늘날의 안자(顔子)이다."고 칭도 하였다.
- 송강 정철 : "동방에 출처 바른이 없는데, 유독 담재옹(湛齋翁[21]이 한 분일레."라 칭도하였다.
- 율곡 이이 : "매양 하서의 출처의 바름을 일컬으며, 해동에는 그와 더불어 짝할 이가 없다."고 일컬으며, "맑은 물에 핀 연꽃 같고, 비 갠 뒤 맑은 바람 속의 밝은 달과 같다.(淸水芙蓉 光風霽月)"고 비유 하였다.
- 사계 김장생 : "하서는 경학이 정밀하고 투철할 뿐만 아니라, 절개마저 위대하였다."고 하였다.
- 상촌 신흠 : "을사의 명현으로는 김하서가 으뜸이라 미쳐 갈 수 없는 존재이다."고 하였다.
- 우산 안방준 : “하서의 도학과 절의와 문장은 그 누구도 거기에 미칠 수 없다."고 칭도 하였다.[22]
- 우암 송시열 : 1682년 신도비문에 "우리나라 인물 중에서 도학과 절의와 문장을 겸하여 탁월한 이를 그다지 찾아볼 수 없으며 이 세 가지 중 한두 가지에 뛰어 나는데, 하늘이 우리 동방(東邦)을 도와 선생을 종생하여 이 세 가지를 모두 다 갖추게 되었다."고 칭송 하였다.[23]
- 정조 : 1796년 문묘 종사 교지에 "학문의 조예가 초절하고 기상이 호매 하였으며, 《대학》과 《서명》의 은미 하고도 깊은 뜻을 처음으로 밝혀내었고, 경을 생활화 함으로써 마음을 바르게 하는 공부와 도학 연원의 정통을 이어받아 실로 유학의 종장이라 할 수 있다."고 하였다.
- 정조 : 1796년 문묘 종사 교지에 "조선 개국 이래 도학·절의·문장 어느 하나도 빠뜨리지 않은 사람은 오직 하서 한 사람 뿐이다." "하서는 해동의 염계요,[24] 호남의 공자이다.[25]"고 하였다.
- 그의 성리학 이론은 16세기 조선 성리학계를 이끈 대표적 이론으로 자리 잡아, 이(理)와 기(氣)에 관한 논쟁의 중심에 있으며 우리나라 유학사에 있어 아주 중요한 위치를 차지하고 있다.
- 조선 중기 도학자로 「호남 남쪽에는 김인후, 북쪽에는 이항, 영남에는 이황, 충청에는 조식, 서울에는 이이가 버티고 있었다.」는 역사적 평가에서 보여주듯 그의 학덕은 크고 넓었다.
- 후대 사림 : 그의 평생에 걸쳐 인종에 대한 절의와 출처의 올바름을 추앙하였다.
- 조선 중기 성리학에 대한 이해가 본격화되어 사림 정치가 뿌리 내려가던 시기에 조선 사회 발전의 사상적 초석을 마련한 도학자로, 실천적 지성의 대표 인물로 후대에 높은 평가를 받았다.[26]

## 상훈과 추모
- 1564년(명종 19) 옥과 영귀정사 건립 배향
- 1570년(선조 3) 순창 화산사 건립 배향
- 1590년(선조 23) 장성 필암서원 건립 배향
- 1668년(현종 9) 이조판서 겸 양관대제학 증직
- 1669년(현종 10) 『문정(文靖)』증시. 「도덕박문(道德博聞)을 일러 '문'(文)이요, 관락영종(寬樂令種)을 일러 '정'(靖)이라」고 함
- 1796년(정조 20) 성균관 문묘 종사. 대광보국 숭록대부·의정부 영의정 겸영경연·홍문관·예문관·춘추관 관상감사 추증되고, 부조(不祧) 명 받음
- 1796년(정조 20) 시호 『문정(文正)』으로 개시. 「도덕박문(道德博聞)을 '문'(文)이라 하고, 이정복인(以正服人)을 '정'(正)이라 이른다」고 함
- 장성 필암서원은 1868년(고종 5) 흥선대원군의 서원 철폐령 때 훼철 되지 않은 전국의 47개 서원 중 하나. 일제강점기나 한국 전쟁때에도 피해를 면함
- 장성 필암서원은 1975년 4월 23일 대한민국의 사적 제242호에 지정
- 장성 필암서원은 2019년 7월 6일 유네스코 세계문화유산에 등재
- 장성 필암서원에서 매년 음력 2월과 8월 중정일(中丁日)에 그의 학덕을 기리는 춘향제(春享祭)와 추향제(秋享祭)가 각 기관ㆍ사회 단체장ㆍ유림ㆍ주민들의 참석하에 열림

## 추숭(追崇) 사업

### 가장·행장·신도비명
- 1561년 (명종 16) 『가장』(家狀)을 고암(鼓巖) 양자징(梁子澂)이 지었다.
- 1672년 (현종 13) 『행장』(行狀)을 현석(玄石) 박세채(朴世采)가 완성하였다.
- 1675년 (숙종 원년) 『묘표』(墓表)를 문곡(文谷) 김수항(金壽恒)이 완성하였다.
- 1682년 (숙종 8) 『신도비명』(神道碑銘)을 우암(尤菴) 송시열(宋時烈)이 완성하였다.
- 1742년 (영조 18) 신도비를 세웠다. 『비문』은 도암 이재(李縡) 쓰고, 전서는 퇴어 김진상(金鎭商)이 썼다.
- 1777년 (정조 원년) 『묘지명』(墓誌銘)을 본암(本庵) 김종후(金鍾厚)가 완성하였다.

### 문집 간행
- 1568년 (선조 원년) 2월 《하서집》(河西集) 초고본을 간행하였다.(서문은 문인 조희문이 찬하였다.)
- 1686년 (숙종 12) 4월 《하서집》(河西集) 중간본을 간행하였다.(서문은 송시열, 발문은 박세채가 찬하였다.)
- 1796년 (정조 20) 9월 《하서집》(河西集) 3차 중간을 하교하였다.(문묘 종사시 유집)
- 1802년 (순조 2) 5월 《하서집》(河西集) 3차를 간행하였다.(발문은 돈암 이직보가 찬하였다.)

### 서원 제향 및 사액
- 1564년 (명종 19) 옥과 선비들이 「영귀정사」(詠歸亭祠)를 건립하여 제향 하였다.
- 1570년 (선조 3) 순창고을 선비들이 「화산사」(華山祠)를 건립하여 제향 하였다.
- 1590년 (선조 23) 호남 선비들이 그의 고향 인근 장성 기산리에 서원을 건립 하여 제향 하였다.
- 1597년 (선조 30) 정유재란때 서원이 소실되었다.
- 1624년 (인조 2) 추담(秋潭) 김우급(金友伋)등 지방 사림들의 노력으로 병란을 지나 서원을 기산리(岐山里) 서쪽 증산동(甑山洞)에 복설하였다.
- 1659년 (효종 10) 3월 서원의 액호를 「필암(書院)」이라 명하였다.
- 1662년 (현종 3) 현종의 어필로 필암서원(筆巖書院)이라 선액(宣額)하고, 이조 판서·양관(兩館) 대제학에 추증과 문정(文靖)이란 시호를 내렸다. 예조정랑 윤형계(尹衡啓)를 예관(禮官)으로 보내 사제(賜祭) 하였다.(사제문은 신형(申炯)이 찬하였다)
- 1672년 (현종 13) 봄 3월에 증산동의 지대가 낮아 수해를 입을 우려가 있다는 공론이 있어 현재의 위치인 해타리(海打里)로 옮기고, 마을 이름도 필암리(筆岩里)라 하였다. 이건(移建)은 원장 송준길(宋浚吉)의 협조하에 남계 이실지(李實之. 1624~1702), 기정연(奇挺然. 1627~?), 박승화(朴升華. 백우당 증손)등의 노력으로 완료되었다.
- 1786년 (정조 10) 2월 장성 필암서원에 제자이자 사위인 고암(鼓巖) 양자징(梁子澂)을 종향 하였다.
- 1827년 (순조 27) 순창 유림의 공의(公議)로 순창군 쌍치면 둔전리에 「어암 서원」(魚巖 書院)을 창건하여 제향(祭享)하고, 율곡 이이, 송강 정철, 자연당 김시서를 종향 하였다.

### 포증(褒贈)
- 1668년 (현종 9) 4월 이단하(李端夏)가 소를 올려 선생의 도학 ·  절의를 진술하고 포증(褒贈)할 것을 청하여 이조판서 및 양관대제학에 증직되었다.
- 1669년 (현종 10) 8월 시호(諡號) '문정(文靖)'이 내려졌다. 「도덕박문을 일러 문(文)이요, 관락영종을 일러 정(靖)이라」 한 것이다.
- 1796년 (정조 20) 9월 17일 문묘 종사(從祀)하였다. 또 대광보국숭록대부 의정부 영의정 겸영경연 홍문관 예문관 춘추관 관상감사에 추증하고, 부조(不祧)를 명하였다.
- 1796년 (정조 20) 10월 시호를 '문정(文靖)'에서 '문정'(文正)으로 개시하였다. 「도덕박문(道德博聞)을 문(文)이라 하고 이정복인(以正服人)을 정(正)이라」 이른다 하였다.

### 문묘 종사 과정
- 1771년 (영조 47)에 전라도 유생 양학연(梁學淵)등이 상소하여 문묘(文廟) 종향(從享)을 청하였다.
- 1786년 (정조 10) 8월 팔도 유생 박영원(朴盈源)등, 10월 팔도 유생 정헌(鄭櫶)등이 소청하였다.
- 1789년 (정조 13) 4월 팔도 유생 심익현(沈翼賢)등, 8월 팔도 유생 신광례(申光禮)등이 소청하였다.
- 1790년 (정조 14) 3월 팔도 유생 이악겸(李岳謙)등이 소청하였다.
- 1796년 (정조 20) 6월 팔도 유생 이명채(李明彩)등, 방외(方外) 유생 김무순(金懋淳)등, 가을 7월 경기･호서･호남 삼도의 유생 이종호(李種祜)등, 팔도 유생 채홍신(蔡弘臣)등, 8월 경외(京外) 유생 정대현(鄭大賢)등, 경외(京外) 유생 이규남(李奎南)등, 9월 관학 유생 심내영(沈來永)등 ･ 관학 유생 이광헌(李光憲)등이 소청하였다.
- 1796년 (정조 20) 9월 17일 관학 유생 홍준원(洪準源) 등이 문묘 종사를 청하자, 정조대왕은 선정신 김인후는 우리 동방의 주자(周子)요, 도학 연원의 정통으로 유학의 종장(宗匠)이라 할 수 있다며 윤허 하였다.[27]
- 1796년 (정조 20) 11월 8일 예관을 보내어 문선왕묘(文宣王廟)에 술잔을 올린 후 문묘 종사 의식을 행하고 교서를 선포하였는데, 경은 해동(海東)의 염계(濂溪. 주돈이)이자 호남(湖南)의 공자(孔子)이다고 하였다.[28]

### 기타
- 김인후는 조선 유학사에서 호남의 유학자로는 유일하게 문묘에 배향된 인물이다.[29]
- 2007년 국립광주박물관에서 2번의 기획 전시와 유교 전시를 열었다.[30]

## 일화 (전설)
- 상촌 신흠의 문집 《상촌집》(象村集)에 그가 죽은 후 몇 년 지나 이웃에 사는 '오세억'(吳世億)이라는 사람이 갑자기 숨이 끊어진 지 반나절 만에 긴 한숨을 내쉬며 다시 깨어나 가족들에게 말하기를 「내가 죽어서 천제가 있는 자미궁이란 곳에 갔더니, 그곳의 자미선으로 있는 그(하서)가 명부를 보며, 『올해는 네 수명이 다하지 않았는데 네가 잘못 왔구나. 나는 네 이웃에 살던 김 아무개(김인후)다.』 라고 말하고는 종이에 글을 써 주었는데 그 글은 이랬다. “이름은 세억(世億)이요, 자는 대년(大年)인데, 구름 헤치고 천상에 와 자미선을 찾았네. 훗날 77세 되면 또다시 만나리니, 세상에 돌아가 이 말 함부로 전하지 말라.”』고 하였다. 세억(世億)이라는 사람은 한자를 몰랐지만, 능히 이 글을 세상에 전했다.[31][32]
- 붓바위(필암) 전설 : 고향 황룡면 맥동마을 입구에 있는 바위로 붓모양으로 되어있다. '이 바위의 기운을 받아 하서가 태어났다.'고 한다. 조선 영조 때 병계 윤봉구의 글씨 「筆巖」이라는 두 글자가 조각되어 있다.[33]

## 관련 문화재
| - 장성 필암서원 - 장성 김인후 신도비 - 장성 김인후 난산비 - 장성 필암서원 하서선생문집목판 - 장성 필암서원 하서유묵목판일괄 | - 필암서원 문적 일괄 - 옥과 영귀서원 - 순창 어암서원 - 순창 훈몽재 유지 - 순창 낙덕정 |

## 관련 시설
- 광주광역시 「하서로」[36]
- 전라남도 하서대로[37]
- 광주광역시 북구 운암동 어린이대공원 (광주)내에 그의 동상과 인종이 그린 그림에 시를 지은 「묵죽도」와 도학 사상을 집약 도해한 「천명도」및 한시 「자연가」를 비롯한 작품 아홉점이 새겨져 있다.

## 같이 보기
| - 김안국 - 최산두 - 송순 - 박상 - 조광조 - 양산보 - 기묘제현 신원복원 - 인종 - 을사사화 | - 이황 - 이항 - 기대승 - 태극도설 - 이이 - 박세채 - 김수항 - 송시열 - 김종후 | - 정조 - 필암서원 - 문묘 - 동방 18현 - 울산 김씨 - 김성수 - 김병로 |

## 미디어에서
- 여인천하 - 임혁주